# Хіль-Гарсія
Хіль-Гарсія (ісп. Gil García) — муніципалітет в Іспанії, у складі автономної спільноти Кастилія-і-Леон, у провінції Авіла. Населення — 39 осіб (2010).
Муніципалітет розташований на відстані близько 160 км на захід від Мадрида, 85 км на південний захід від Авіли.

## Демографія
Динаміка населення (INE ):